# Cayman Airways
Cayman Airways ist die nationale Fluggesellschaft der Cayman Islands mit Sitz in George Town und Basis auf dem Owen Roberts International Airport. Nationale Flüge werden unter der Marke Cayman Airways Express durchgeführt.

## Geschichte
Die Vorläufergesellschaft der Cayman Airways, Cayman Brac Airways, wurde 1955 als Tochtergesellschaft der nationalen Fluggesellschaft Costa Ricas, Lacsa, für den Passagierflugbetrieb zwischen den Inseln Grand Cayman und Cayman Brac gegründet. Die Neugründung als Cayman Airways erfolgte nach der Übernahme von 51 % der Anteile durch die Regierung der Cayman Islands im Jahr 1968. Zunächst wurden wie bereits vorher Douglas DC-3 für den Verkehr innerhalb der Cayman Islands eingesetzt. Noch im selben Jahr wurde eine BAC 1-11 für Flüge nach Kingston geleast. Flüge nach Miami wurden ab 1972 angeboten. 1977 ging die Gesellschaft vollständig in den Besitz der Regierung der Cayman Islands über. In den 1980er Jahren wurden Boeing 727 und Boeing 737-200 beschafft; nach und nach wurden zahlreiche neue Flugverbindungen zu Zielen in den Vereinigten Staaten, in Mittelamerika und in der Karibik eingerichtet. Im Juni 2008 bzw. im Januar 2009 wurden die Boeing 737-200 durch zwei weitere Flugzeuge der Serie -300 ersetzt. Die älteren Flugzeuge verließen die Flotte und warteten mit Stand Juli 2010 abgestellt in Marana, Arizona auf einen zukünftigen Nutzer. Die 2016 als Nachfolger der auszumusternden 737-300 bestellten Boeing 737 MAX 8 wurden inzwischen teilweise ausgeliefert, können aber wegen der nach zwei Abstürzen dieses Typs verhängten Flugverbote vorerst nicht eingesetzt werden.

## Flugziele
Cayman Airways fliegt vom Owen Roberts International Airport im Inland mehrere Inseln an sowie Ziele im Karibikraum, den USA und Mittelamerika.

## Flotte

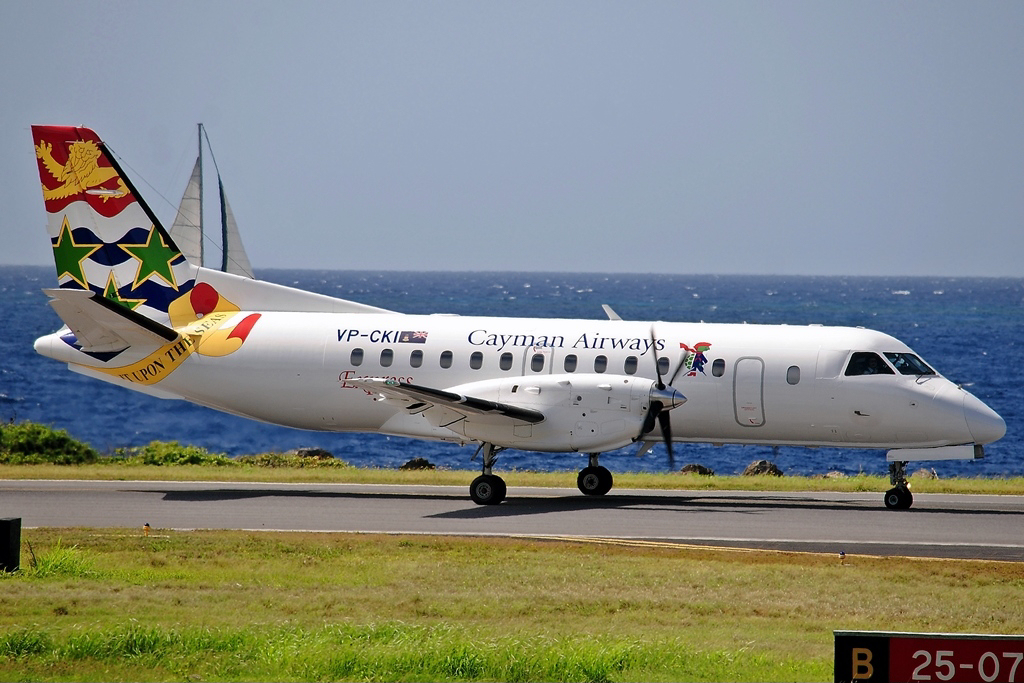
Eine Saab 340 der Cayman Airways

Mit Stand Januar 2023 besteht die Flotte der Cayman Airways aus sechs Flugzeugen mit einem Durchschnittsalter von 10,4 Jahren:
| Flugzeugtyp      | aktiv | bestellt | Anmerkungen                            |
| ---------------- | ----- | -------- | -------------------------------------- |
| Boeing 737 MAX 8 | 4     |          |                                        |
| Saab 340B        | 2     |          | betrieben durch Cayman Airways Express |
| Gesamt           | 6     | –        |                                        |

### Ehemalige Flugzeugtypen

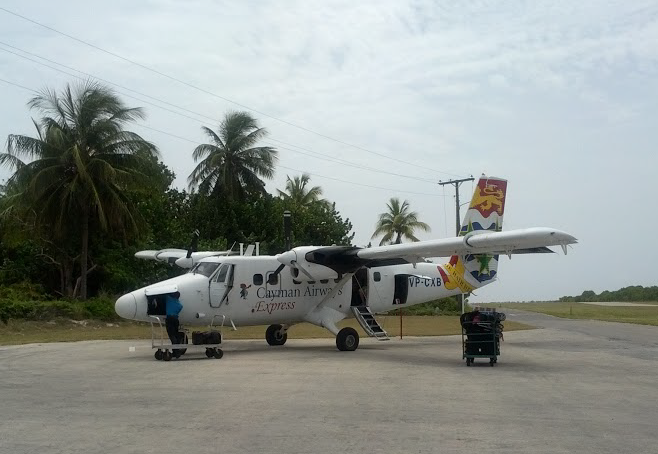
Eine de Havilland Twin Otter der Cayman Airways

In der Vergangenheit setzte Cayman Airways folgende Flugzeugtypen ein:
- BAC 1-11 Series 500
- Boeing 727-200
- Boeing 737-200
- Boeing 737-300
- Boeing 737-400
- Boeing 737-800
- De Havilland Canada DHC-6
- Douglas DC-8-52
- Douglas DC-9-10